# Guy Endore
Guy Endore (* 4. Juli 1900 in New York; † 12. Februar 1970 in Los Angeles, Kalifornien; eigentlich Samuel Goldstein) war ein US-amerikanischer Schriftsteller und Drehbuchautor. Er arbeitete auch unter dem Pseudonym „Harry Relis“.

## Leben
Er wurde als Samuel Goldstein als Sohn von Isidor und Malka Halpern Goldstein geboren und verlor seine Mutter im Alter von vier Jahren. Sie starb durch Suizid, wahrscheinlich wegen der unsicheren Verhältnisse, in die Isidor Goldstein die Familie immer wieder brachte – der ehemalige Kohlenbergwerksarbeiter versuchte, als Erfinder und mit Börsengeschäften zu Geld zu kommen, mit äußerst wechselhaftem Erfolg. Er ließ den Namen ändern und gab seine Kinder zunächst in ein methodistisches Waisenhaus in einer Kleinstadt in Ohio. Sein Vater kam dann wieder zu Geld, als er eine seiner Erfindungen verkaufen konnte und schickte die Kinder nach Wien zu einer katholischen, französischen Gouvernante, um ihnen eine europäische Erziehung angedeihen zu lassen. Nach fünf Jahren bei einer katholischen Gouvernante waren das Geld verbraucht und Isidor verschwunden, so dass die Familie in die USA heimkehrte und sich in Pittsburgh niederließ. Trotz der prekären finanziellen Lage schaffte es Guy Endore, die Columbia University zu besuchen, wobei er mitunter sein Bett an vermögendere Studenten vermietete, um über die Runden zu kommen.
Er erwarb 1923 den B.A. und schloss sein Studium 1925 mit dem M.A. ab. Danach ging er mit seiner Frau nach Hollywood und machte Karriere in der Filmindustrie. Er arbeitete mit an Filmen wie Das Zeichen des Vampirs, Mad Love, Sorgenfrei durch Dr. Flagg, Schlachtgewitter am Monte Cassino und Lady From Louisiana. Oft schrieb er Stoffe, die mit dem Übernatürlichen spielten, mit dem Werwolf-Thema oder Hypnose, oder die gleich komplett zum Horror-Genre gehörten. Zusammen mit Leo Mittler und Victor Trivas war er 1944 auch am Drehbuch des pro-sowjetischen Films Song of Russia beteiligt. Sein letzter Film Fear No Evil (1969) basierte auf einer seiner Kurzgeschichten und handelte von einem magischen Spiegel. Im Jahr 1956 schrieb er einen Roman über das Leben Alexandre Dumas des Älteren, King of Paris (dt. Der König von Paris).
Als Mitglied der Kommunistischen Partei stand er in der McCarthy-Ära vor dem Komitee für unamerikanische Umtriebe und einige Jahre auf diversen schwarzen Listen; er arbeitete einfach als „Harry Relis“ weiter, unter dem Namen seines Schwagers, und übersetzte Bücher von Egon Erwin Kisch und Hanns Heinz Ewers aus dem Deutschen ins Englische. Später engagierte er sich auch in der Synanon-Bewegung und gegen Rassismus, insbesondere bei den „Scottsboro Boys“ und dem Mordfall „Sleepy Lagoon“. Er unterrichtete Kreatives Schreiben am Los Angeles People’s Education Center.
Endore war zusammen mit seinen Kollegen Leopold Atlas und Philip Stevenson 1946 für das Drehbuch zu Schlachtgewitter am Monte Cassino für den Oscar in der Kategorie Bestes adaptiertes Drehbuch nominiert.

## Werke (Auswahl)
Prosa
- The Man from Limbo. A novel. Farrar & Rinehart, New York 1930.
- Der Werwolf von Paris. Roman („The Werewolf of Paris“, 1933). Neuaufl. DTV, München 1980, ISBN 3-423-01865-8.
- The Sleepy Lagoon Mystery. R & E Research, San Francisco 1972, ISBN 0-88247-187-2 (Nachdr. d. Ausg. New York 1944).
- Nightmare. Dell books, New York 1955[2]
- König von Paris („King of Paris“, 1956). Cotta, Stuttgart 1958[3]
- Umweg bei Nacht. Ein krimi-linguistischer Roman („Detour at Night“, 1958). Goldmann, München 1971.[4]

Sachbücher
- Casanova. His Known and Unknown Life. 3. Aufl. Day Publ., New York 1930.
- The Sword of God. Joan of Arc. Grayson & Grayson, London 1933.
- Babouk. Monthly Review Press, New York 1991, ISBN 0-85345-759-X (Nachdr. d. Ausg. London 1935).
- The Crime at Scottsboro. Hollywood Scottsboro Committee, Los Angeles 1938.
- The Heart and the Mind. The story of Rousseau and Voltaire. Allen, London 1962.[5]
- Satansmesse. Das lasterhafte Leben des Marquis de Sade; eine biographische Analyse des berühmt-berüchtigten Marquis und seines Sadismus nach den historischen Dokumenten („Satan's Saint“, 1965). Heyne Verlag, München 1968.
- Die Angst ist längst abgeschafft. Die Geschichte einer amerikanischen Selbsthilfegruppe („Synanon“, 1968). Abendstern Verlag, Berlin 1995, ISBN 3-9804221-0-0.

Theater
- Call Me Shakespeare. A play in two acts. Dramatists Play Service, New York 1966.

Übersetzungen
- Hanns Heinz Ewers: Alraune. Arno Press, New York 1976, ISBN 0-405-08130-8 (Nachdr. d. Ausg. New York 1929).
- Egon Erwin Kisch: Sensation fair. Modern Age Books, New York 1941.

## Filmographie (Auswahl)
Drehbücher
- 1936: Die Teufelspuppe (The Devil Doll), mit Tod Browning und anderen
- 1941: Lady from Louisiana
- 1948: The Vicious Circle
- 1951: Verfolgt (Tomorrow is another day)
- 1951: Steckbrief 7-73 (He Ran All the Way).

literarische Vorlagen
- Terence Fisher (Regie): Der Fluch von Siniestro („Curse of the Werewolf“). Hammer-Studios 1963 (nach seinem Roman Der Werwolf von Paris).
- Freddie Francis (Regie): Legend of the Werewolf. 1975 (nach seinem Roman Der Werwolf von Paris).
- Otto Preminger (Regie): Frau am Abgrund („Whirlpool“). 1949 (frei nach seinem Roman Methinks the Lady).